# Рейнольдс (округ, Міссурі)
Шаблон:StateAbbr_ 37°22′ пн. ш. 90°58′ зх. д. / 37.36° пн. ш. 90.97° зх. д.
Округ  Рейнольдс (англ. Reynolds County) — округ (графство) у штаті Міссурі, США. Ідентифікатор округу 29179.

## Історія
Округ утворений 1845 року.

## Демографія
За даними перепису 
2000 року 
загальне населення округу становило 6689 осіб, усе сільське.
Серед мешканців округу чоловіків було 3371, а жінок — 3318. В окрузі було 2721 домогосподарство, 1915 родин, які мешкали в 3759 будинках.
Середній розмір родини становив 2,85.
Віковий розподіл населення поданий у таблиці:
| Стать    | До 15 років | 15-21 | 22-29 | 30-39 | 40-49 | 50-65 | 65-85 | Понад 85 |
| -------- | ----------- | ----- | ----- | ----- | ----- | ----- | ----- | -------- |
| Чоловіки | 647         | 353   | 275   | 417   | 465   | 715   | 463   | 36       |
| Жінки    | 609         | 272   | 291   | 400   | 490   | 669   | 512   | 75       |

## Суміжні округи
- Айрон — північний схід
- Вейн — південний схід
- Картер — південь
- Шеннон — захід
- Дент — північний захід

## Виноски
1. ↑  U.S. Decennial Census. United States Census Bureau. Архів оригіналу за 12 травня 2015. Процитовано 18 листопада 2014.
2. ↑  Historical Census Browser. University of Virginia Library. Архів оригіналу за 11 серпня 2012. Процитовано 18 листопада 2014.
3. ↑  Population of Counties by Decennial Census: 1900 to 1990. United States Census Bureau. Архів оригіналу за 3 грудня 2014. Процитовано 18 листопада 2014.
4. ↑  Census 2000 PHC-T-4. Ranking Tables for Counties: 1990 and 2000 (PDF). United States Census Bureau. Архів оригіналу (PDF) за 18 грудня 2014. Процитовано 18 листопада 2014.
5. ↑  State & County QuickFacts. United States Census Bureau. Архів оригіналу за 17 липня 2011. Процитовано 12 вересня 2013.(англ.) Наведено за англійською вікіпедією.
6. ↑  American FactFinder. Бюро перепису населення США. Архів оригіналу за 26 лютого 2012. Процитовано 31 січня 2008.

| США | Це незавершена стаття з географії США. Ви можете допомогти проєкту, виправивши або дописавши її. |